# Gangreen
Gangreen is een naam voor twee verschillende ziektebeelden.
- Droog gangreen of necrose: ontstaat als weefsel afsterft, bijvoorbeeld door afsluiting van een bloedvat of door bevriezing van een ledemaat. Het aangedane lichaamsdeel wordt zwart, na een paar dagen tot weken ontwikkelt zich een demarcatiezone tussen levend en dood weefsel en uiteindelijk raakt het dode weefsel los en valt af waarna de wond kan genezen.
- Nat gangreen, gasgangreen of koudvuur: een infectie waarbij gezond weefsel aangetast wordt, vaak uitgaande van een verwonding waarbij veel a-vitaal weefsel ontstaat.

Onder anderen koning Lodewijk XIV van Frankrijk, tsaar Peter I van Rusland, componist Jean-Baptiste Lully, Richard I van Engeland en president  Tito zijn aan gangreen gestorven.